# Prieuré de Trizay
Ne doit pas être confondu avec abbaye de Trizay.
Le prieuré Saint-Jean-l'Évangéliste de Trizay, est un ancien prieuré bénédictin fondé au XIe siècle. Situé à Trizay, dans le département français de la Charente-Maritime, dans l'ancienne province de la Saintonge, il fut une dépendance de l'abbaye de la Chaise-Dieu.
Longtemps laissé à l'abandon, il est restauré à partir de 1994. Les bâtiments conventuels et les vestiges de l'église sont depuis ouverts à la visite et abritent  un centre d'art contemporain.
Le prieuré, classé monument historique, est également inscrit sur la liste des trésors de Saintonge.
Traditionnellement appelé « abbaye de Trizay », il faut prendre garde de ne pas confondre cet ensemble avec les restes de l'abbaye de Trizay, une ancienne abbaye cistercienne transformée en exploitation agricole, et située en Vendée, sur la commune de Bournezeau.

## Histoire

### La fondation
Ce prieuré bénédictin est fondé au XIe siècle sur une légère éminence dominant les marais de la rive droite de l'Arnoult par un seigneur de Tonnay-Charente, qui en fait don par la suite à l'abbaye de la Chaise-Dieu.
Il bénéficie de nombreuses libéralités de la part des seigneurs de Tonnay-Charente : en 1232, le seigneur Hugues de Tonnay accorde au prieuré la forêt de Chafert, un droit d'exploit dans les marais de la Fuble et diverses terres situées dans la paroisse voisine de Saint-Hippolyte. Son successeur, Geoffroy de Tonnay, accorde à son tour au prieuré un droit de chasse dans les garennes de Saint-Hippolyte et de Monthérault.
Au début du XIIIe siècle, le monastère compte jusqu'à douze moines. Deux siècles plus tard, l'influence du prieuré se fait sentir jusqu'en pays de Marans et dans la paroisse de Saint-Just, non loin de Marennes. En 1518, le monastère passe sous le régime de la commende.

### Les abbés commendataires

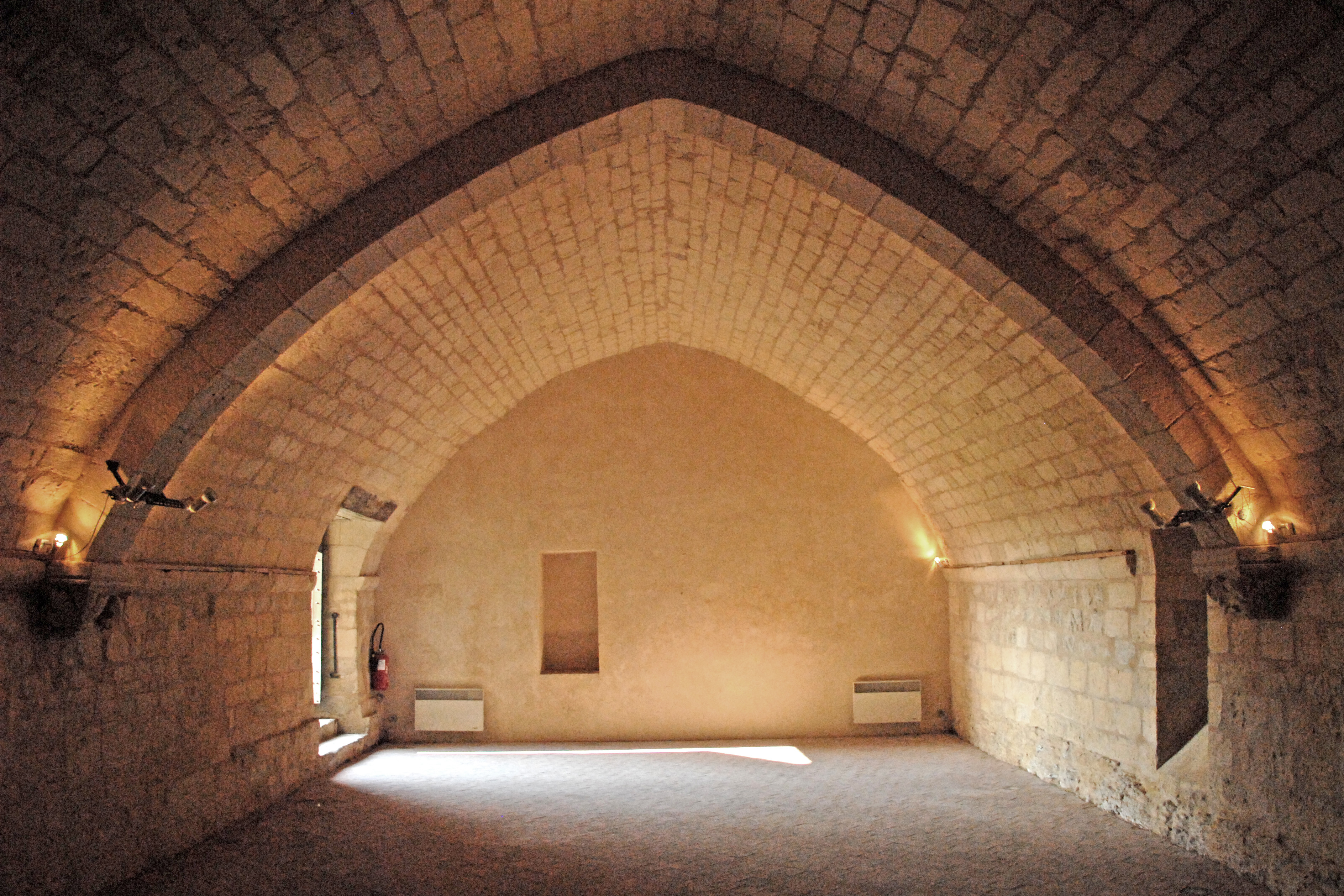
Le cellier.

Le premier prieur commendataire est Charles Goumard, auquel succède Jean Goumard en 1538 et Antoine Goumard en 1560. Le prieuré a beaucoup à souffrir des guerres de religion, et notamment de combats qui ont lieu en 1585 et 1586.
Tenue successivement par les ligueurs catholiques puis par les combattants protestants, elle est aménagée en citadelle. Cette période voit l'incendie de l'église et la destruction d'une partie des bâtiments conventuels, l'ensemble n'étant que maladroitement réparé par la suite.
En 1698, le prieur commendataire est François-Louis de Polastron, évêque de Lectoure. En 1712, un seul moine exerce encore sa charge au prieuré, mais devant l'état des bâtiments, il choisit de loger à Tonnay-Charente.
En procès avec le prieur commendataire Olivier-François de Fourcy, il indique que celui-ci n'a effectué aucune réparation d'aucune sorte, malgré l'état de délabrement alarmant des bâtiments, que la salle capitulaire sert alors d'écurie et de toits à de « sales animaux ». De fait, un état des lieux réalisé en 1760 signale une église déjà à demi-ruinée.

### Abandon et restauration

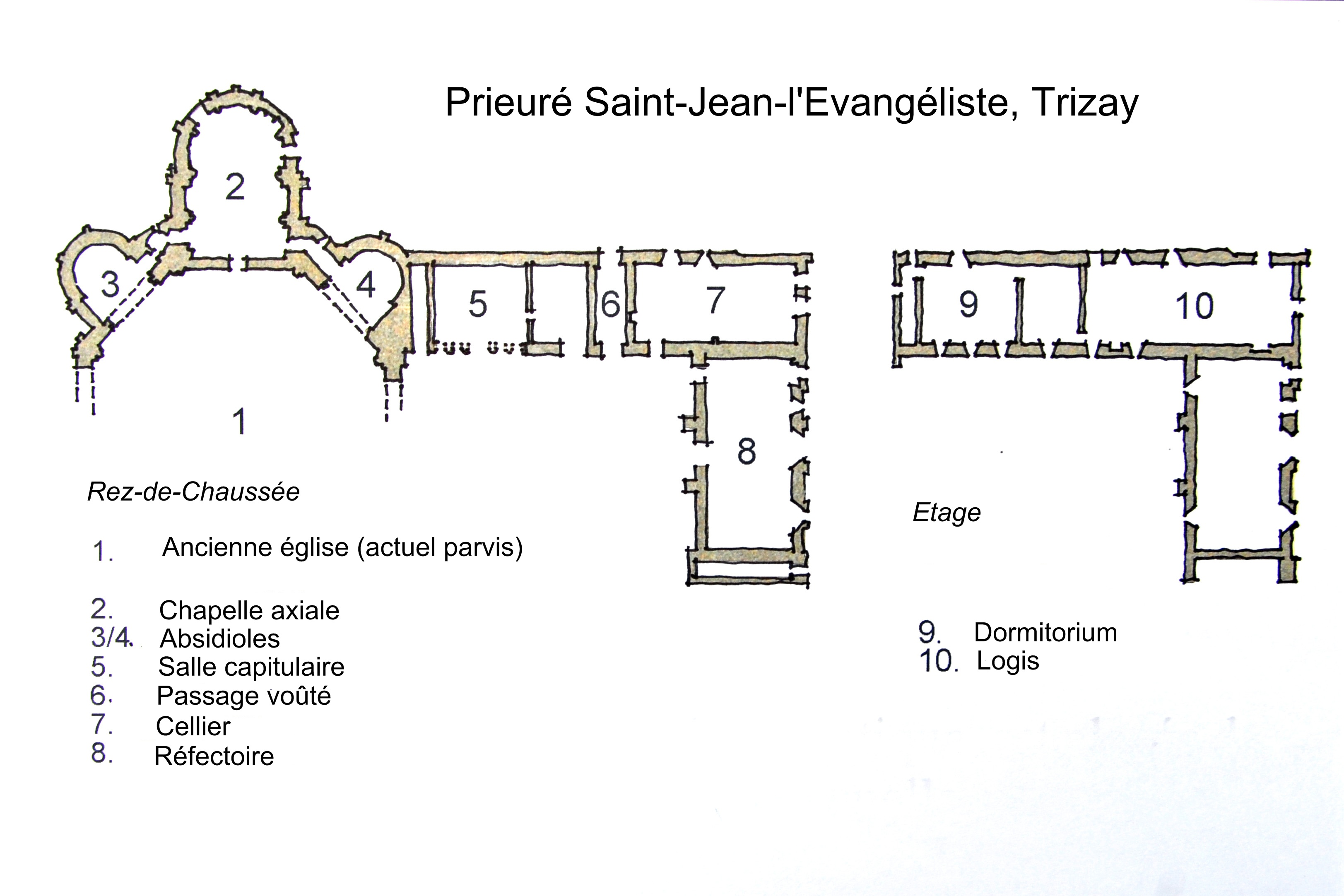
Plan du prieuré.
(cliquer pour agrandir l'image)

Le prieuré est vendu comme bien national en 1791, les bâtiments conventuels étant transformés en exploitation agricole. L'église priorale, qui se limitait probablement déjà au seul chevet fermé par un mur aveugle, demeure église paroissiale jusqu'en 1843, date à laquelle elle est fermée au culte pour vétusté, et remplacée par une chapelle provisoire. L'église Saint-François, construite au cœur du bourg, remplace cet oratoire en 1897.
Classée monument historique en 1920, l'ensemble est patiemment restauré à partir de l'année 1994. Le prieuré, qui a obtenu le label des « trésors de Saintonge » abrite désormais un centre d'art contemporain, et ses bâtiments sont ouverts à la visite. Ceux-ci se composent principalement de la salle capitulaire, datant du XIIIe siècle, du logis des moines, ainsi que des imposants vestiges de l'église romane, dédiée à saint Jean l'Évangéliste.

## Architecture

### Église Saint-Jean-l'Évangéliste

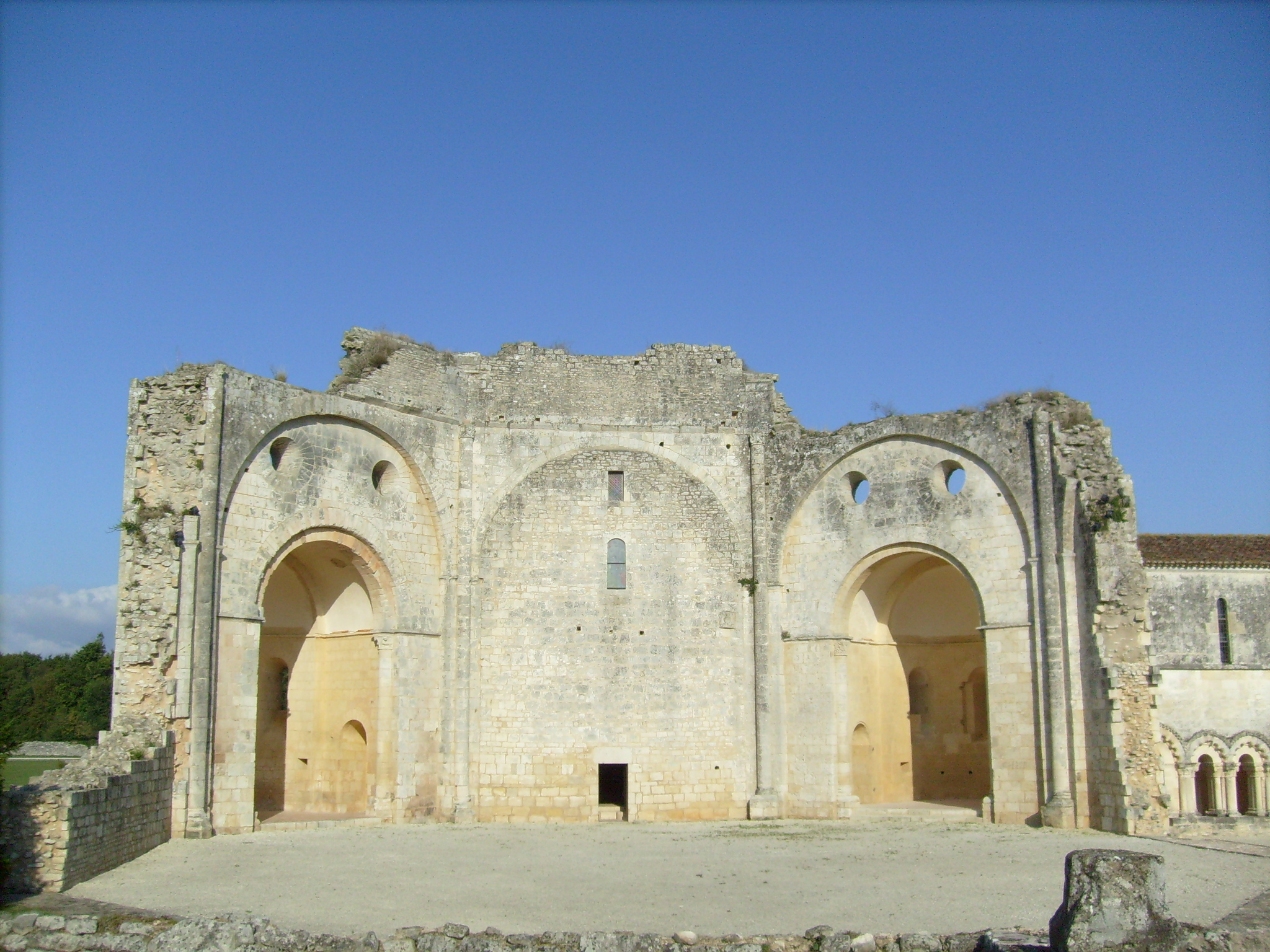
Les ruines de l'église priorale.

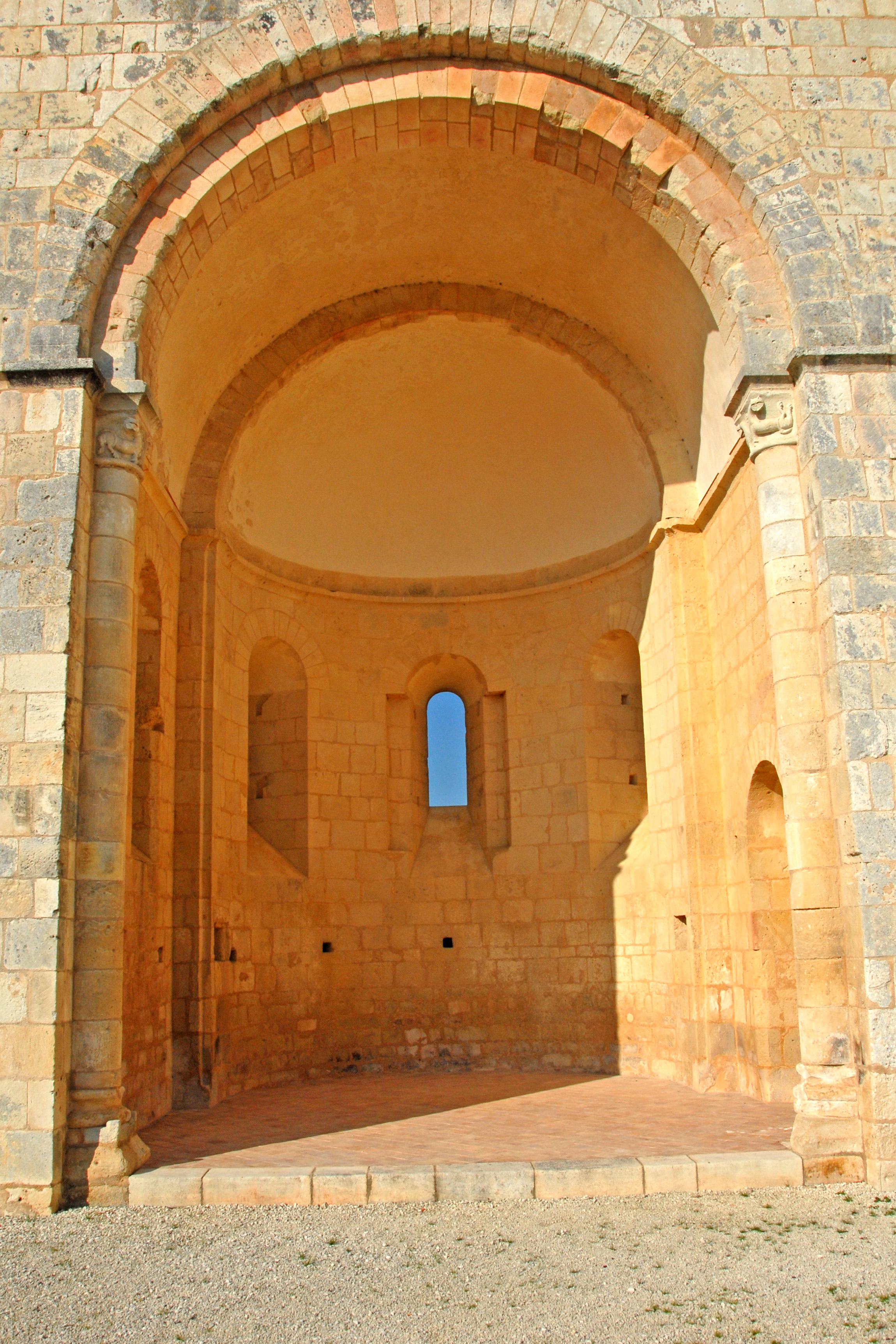
L'une des absidioles de l'église.

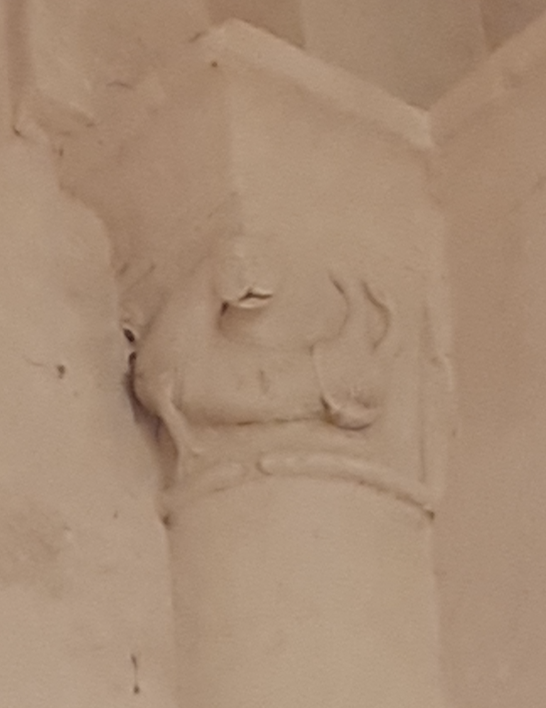
lion souriant Prieuré de Trizay

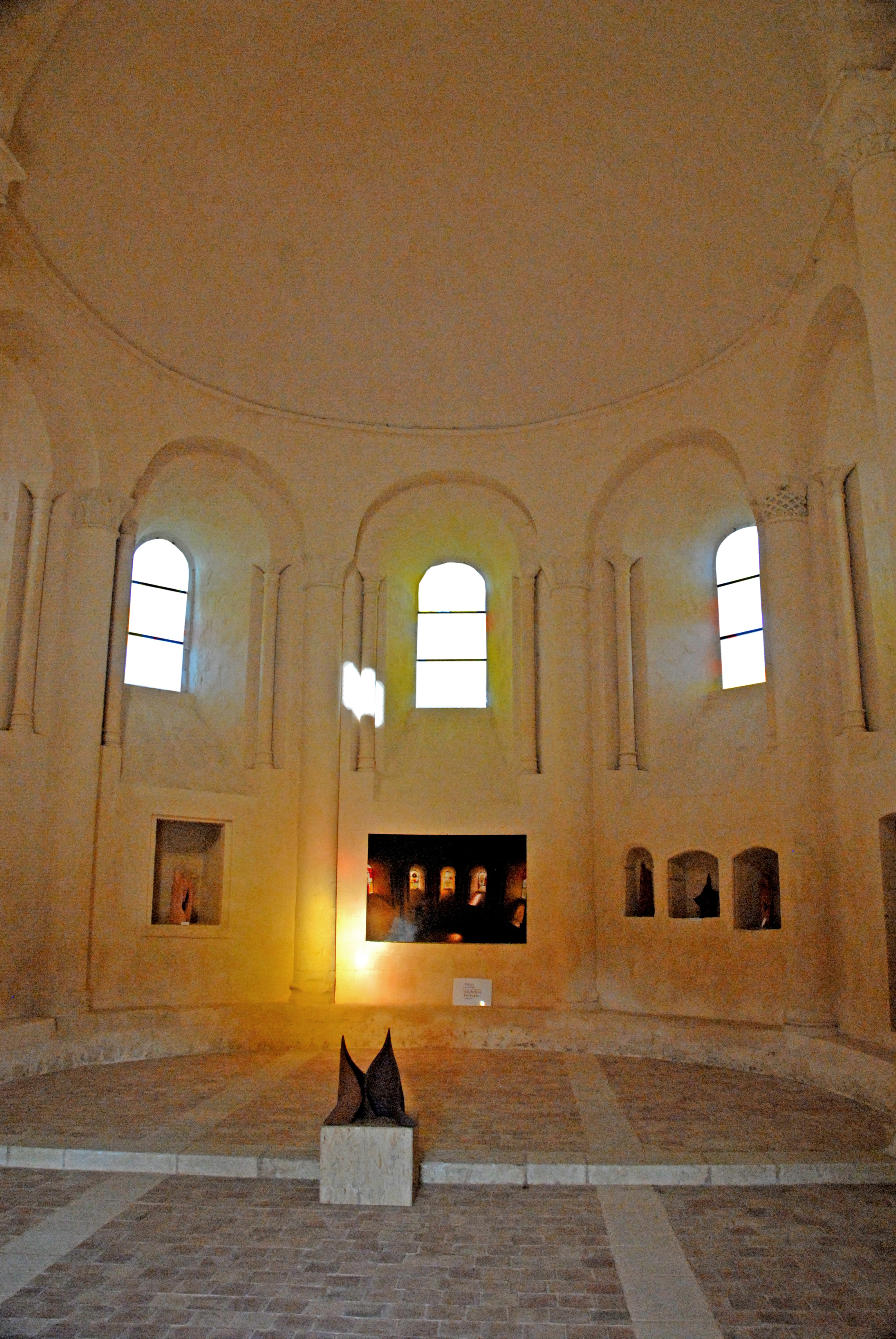
L'abside de l'église abrite des expositions.

Le prieuré conserve les vestiges d'une église romane datant du XIe siècle dont la structure est unique en Saintonge. Seules subsistent une chapelle axiale de deux travées, terminée par une abside voûtée en cul-de-four, flanquée de deux absidioles greffées sur un vaste plan à pans coupés.
Une série de sondages a permis de démontrer que l'église originelle était bâtie sur un plan centré, de forme octogonale, rappelant sans doute l'église de Saint-Michel-d'Entraigues, près d'Angoulême. Le plan de cet octogone était particulier, de par sa construction selon un point de symétrie central.
L'église initiale se composait de cinq chapelles : la chapelle axiale, flanquée des deux absidioles bâties au nord et au sud, auxquelles répondaient deux autres chapelles. Le portail devait sans doute s'ouvrir à l'ouest, comme le veut la tradition. Cependant, deux hypothèses sont envisageables, compte tenu de l'absence de documents permettant une description précise du sanctuaire. S'il s'avère que la façade était un mur droit (plan classique), comme semblent le démontrer les sondages, on ignore si le portail s'y trouvait — ce qui semble toutefois probable — ou si, comme à Saint-Michel-d'Entraigues, le portail ait été installé dans une chapelle tronquée faisant face à la chapelle d'axe.
Si l'édifice initial devait être de grandes dimensions, celles de la chapelle axiale sont d'ores et déjà importantes : 12 mètres de long, neuf mètres de large, une hauteur sous voûte de 12 mètres. Les deux chapelles latérales sont quant à elles de dimensions plus modestes : six mètres de long sur cinq mètres de large, pour une hauteur de 10 mètres. Chacune d'entre elles est reliée à l'abside par des passages voûtés en berceau.
Les voûtes sont étayées par des arcs doubleaux soutenus par des colonnes surmontées de chapiteaux sculptés. Plusieurs chapiteaux sont ornés de thèmes animaliers ou végétaux, ceux-ci se retrouvant surtout dans la chapelle sud. On y observe des volutes et des entrelacs soignés, thème courant dans la sculpture romane saintongeaise. Les chapiteaux du chevet sont ornés de sculptures représentant des lions souriants aux corps tordus, thème que l'on retrouve traité un peu différemment sur les chapiteaux de la chapelle nord, avec, au sud-est, deux lions affrontés, et, au nord-ouest, un masque entre deux lions.
Les trois chapelles sont éclairées par des baies en plein cintre. Celles-ci sont au nombre de cinq dans la chapelle axiale et de trois dans les absidioles nord et sud. Ces baies sont encadrées de colonnettes surmontées de chapiteaux ornés de feuillages. Des vitraux modernistes ont été posés récemment.
Le plan restitué de l'édifice montre bien les dimensions exceptionnelles du sanctuaire initial : celui-ci mesurait 40 mètres dans l'axe de la chapelle orientale et 39 mètres d'une absidiole à l'absidiole opposée. Des vestiges mis au jour au niveau de ce qui devait être l'autel laissent supposer la présence d'un double déambulatoire formant deux couloirs de 3 mètres chacun.

### Bâtiments conventuels

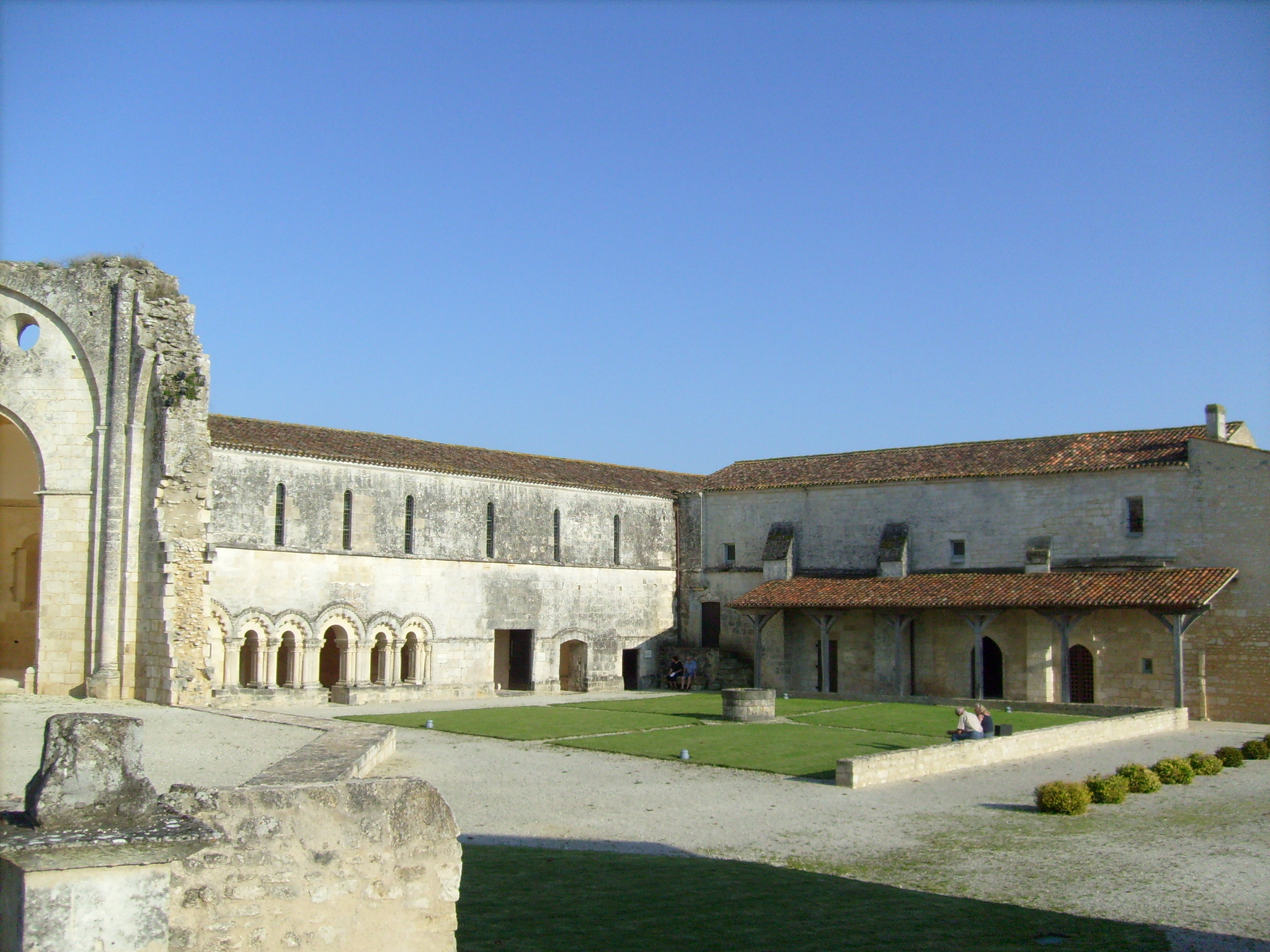
Les bâtiments conventuels du prieuré qui abritent le centre d'art.

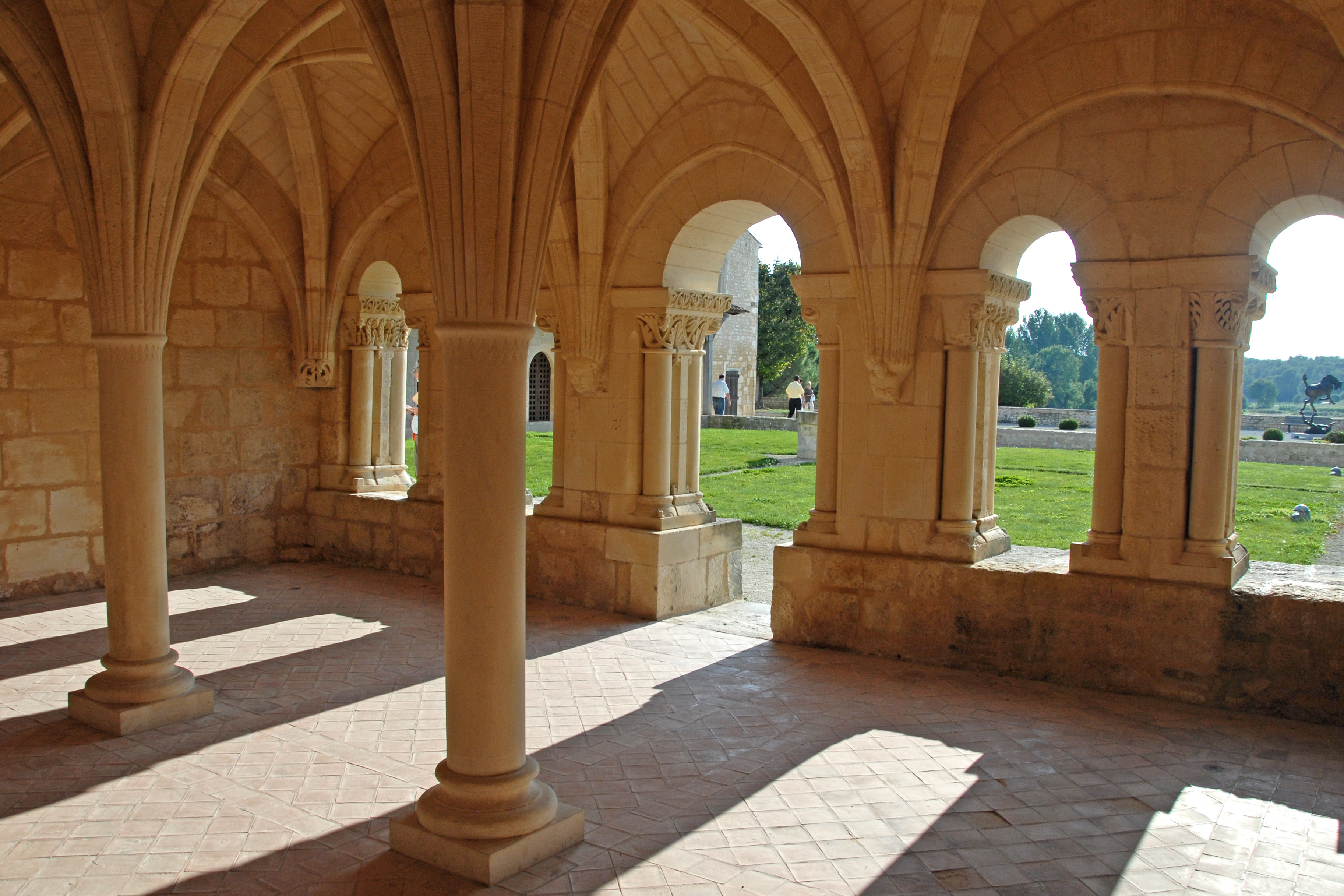
La salle capitulaire.

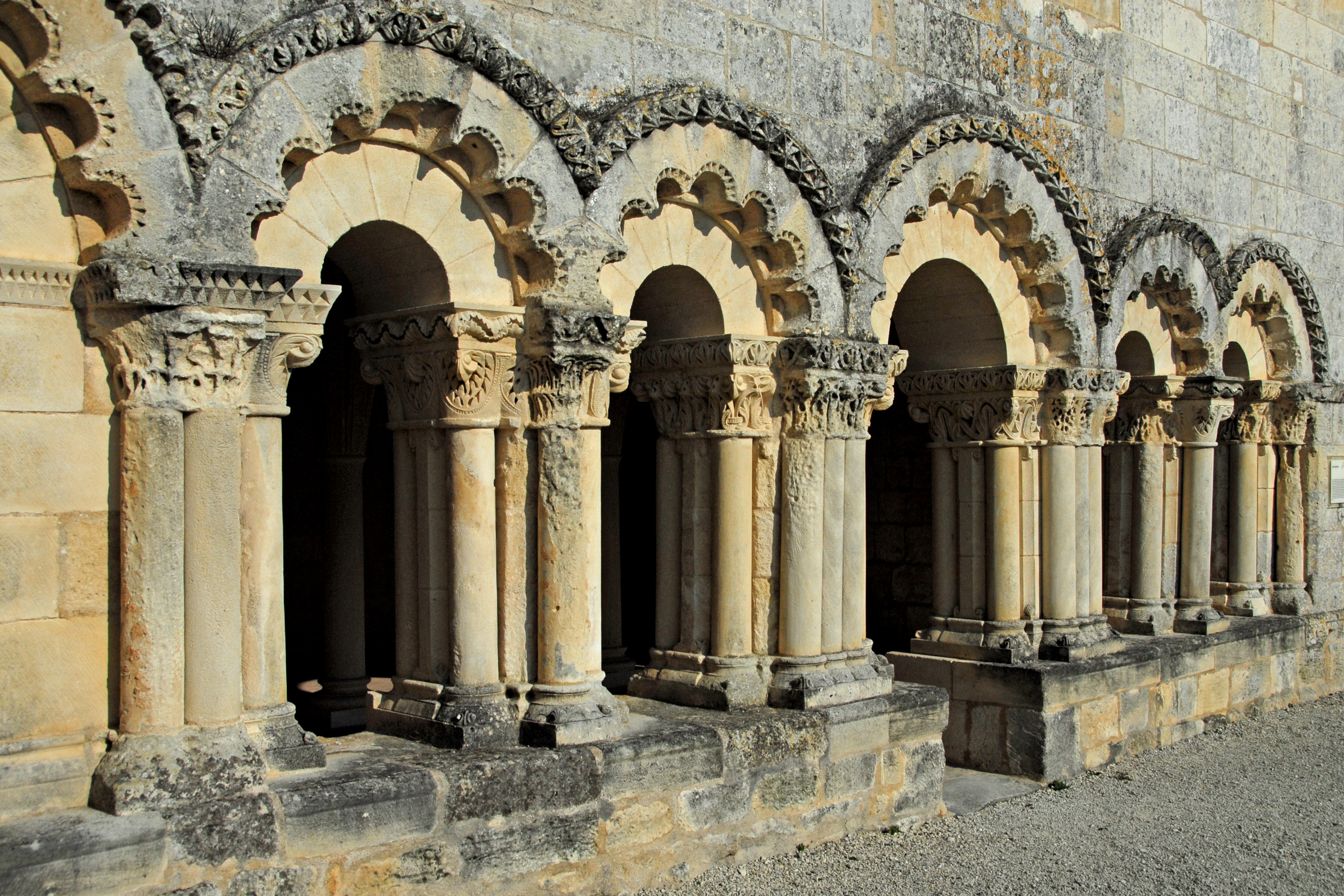
L'extérieur de la salle capitulaire.

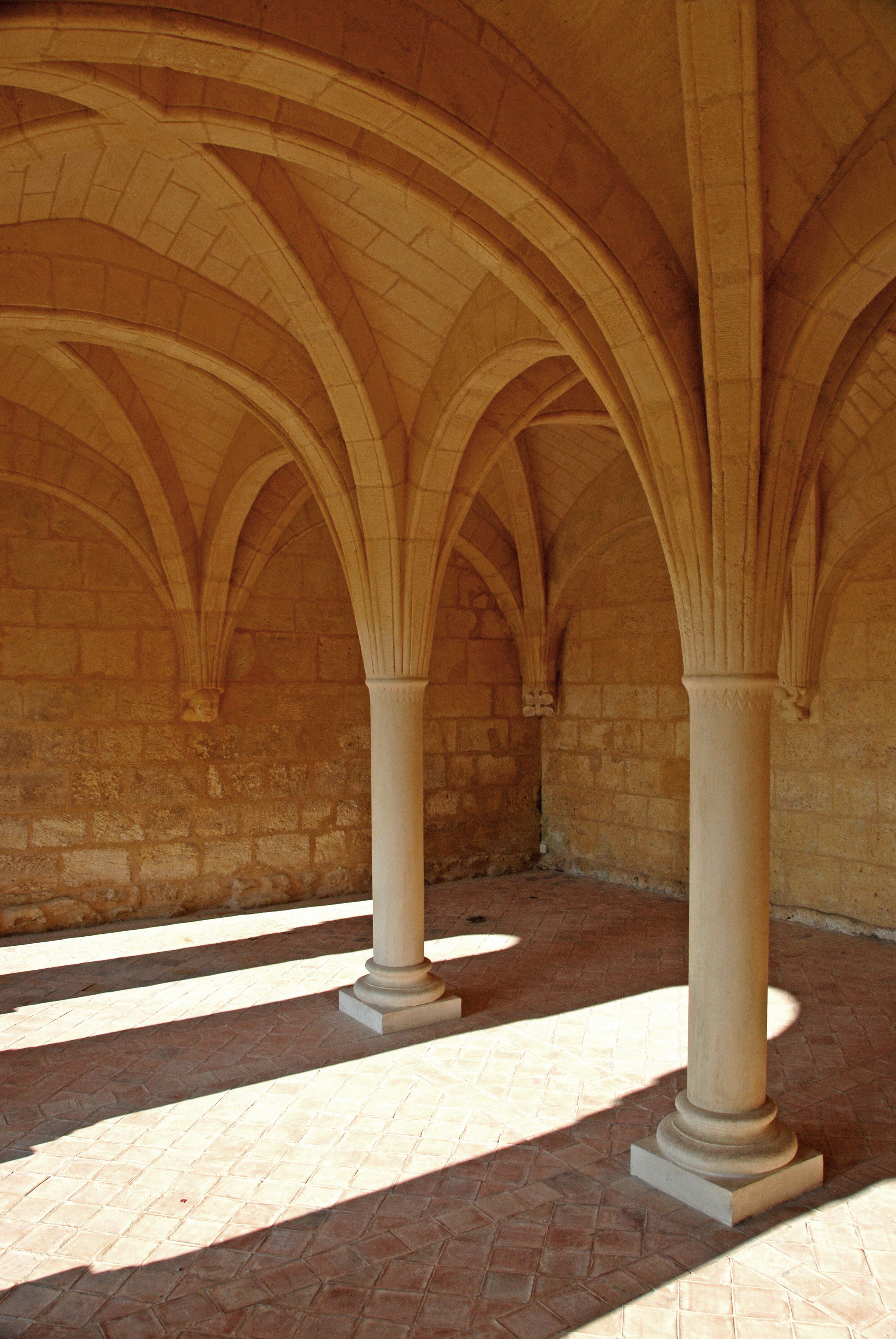
Piliers de la salle capitulaire.

La salle capitulaire était le lieu de réunion quotidienne de la communauté monastique. Ce bâtiment de forme rectangulaire, dont les dimensions sont de 8,60 m sur 6,20 m, est adossé à l'ancienne église priorale. Édifié au début du XIIIe siècle, il se distingue avant tout par une façade comprenant une série de baies surmontées d'arcs polylobés sculptés. Les voûtes gothiques de la salle capitulaire furent ajoutées au XIIIe siècle. Elles remplacent peut-être un simple plafond de bois.
Au milieu du XIXe siècle, des tombeaux y furent découverts. Ces sépultures appartenaient peut-être à des prieurs, ou à des nobles de la région. La tradition rapporte en effet que certains seigneurs de Tonnay furent ensevelis dans l'enceinte du prieuré, sans que l'on sache exactement à quel endroit ils furent mis en terre.
La salle des moines est une pièce mesurant 6 mètres sur 4,40 m. Une porte bouchée dans le mur oriental permettait l'accès à l'extérieur du cloître : aujourd'hui, seule sa partie supérieure est visible, ce qui s'explique par un remblaiement partiel de la pièce.
Le cellier est une pièce mesurant 12,80 m sur 6 mètres, entièrement voûtée en berceau brisé. Une porte, percée dans le mur sud de la salle, donnait autrefois sur le jardin du prieuré.
Le dortoir des moines se situe à l'étage, au-dessus de la salle capitulaire. Aujourd'hui divisé entre plusieurs pièces, il est difficile de se représenter son aspect originel. Conçu pour abriter au moins douze moines, il conserve une cheminée, laquelle est située sur le mur ouest. Elle est ornée d'un blason qu'il est difficile de reconnaître, peut-être celui des seigneurs de Tonnay, qui contribuèrent à la prospérité du prieuré. Des fresques médiévales ont été découvertes dans une des pièces qui se partagent l'espace occupé jadis par ce dortoir : elles semblent dater du XVe siècle. Une porte surmontée d'un arc en accolade permet de communiquer avec le réfectoire.
Le réfectoire forme un vaste espace rectangulaire de 15 mètres sur 6,80 m. Elle occupe une large partie du bâtiment sud, et est voûtée d'ogives. Des restes de peinture murales y sont toujours visible, notamment une fresque représentant les symboles des quatre évangélistes.
Si le cloître a entièrement disparu, des fouilles archéologiques ont permis d'en retrouver des traces. Celles-ci prouvent que le cloître se situait au sud de l'église priorale, formant un couloir d'environ 2,50 m de large. Il est possible que celui-ci ait eu une forme peu commune, formant une galerie limitée à trois côtés, l'espace situé au sud de l'église empiétant sur la zone de déambulation. Cette disposition peu fréquente se retrouve dans quelques abbayes romanes.
Des sépultures y ont été retrouvées : celles-ci ont été datées du XIIIe siècle et du XIVe siècle. De même que celles qui furent autrefois retrouvées dans la salle capitulaire, il est possible qu'elles aient appartenu soit à des religieux, soit à quelque seigneur du lieu.

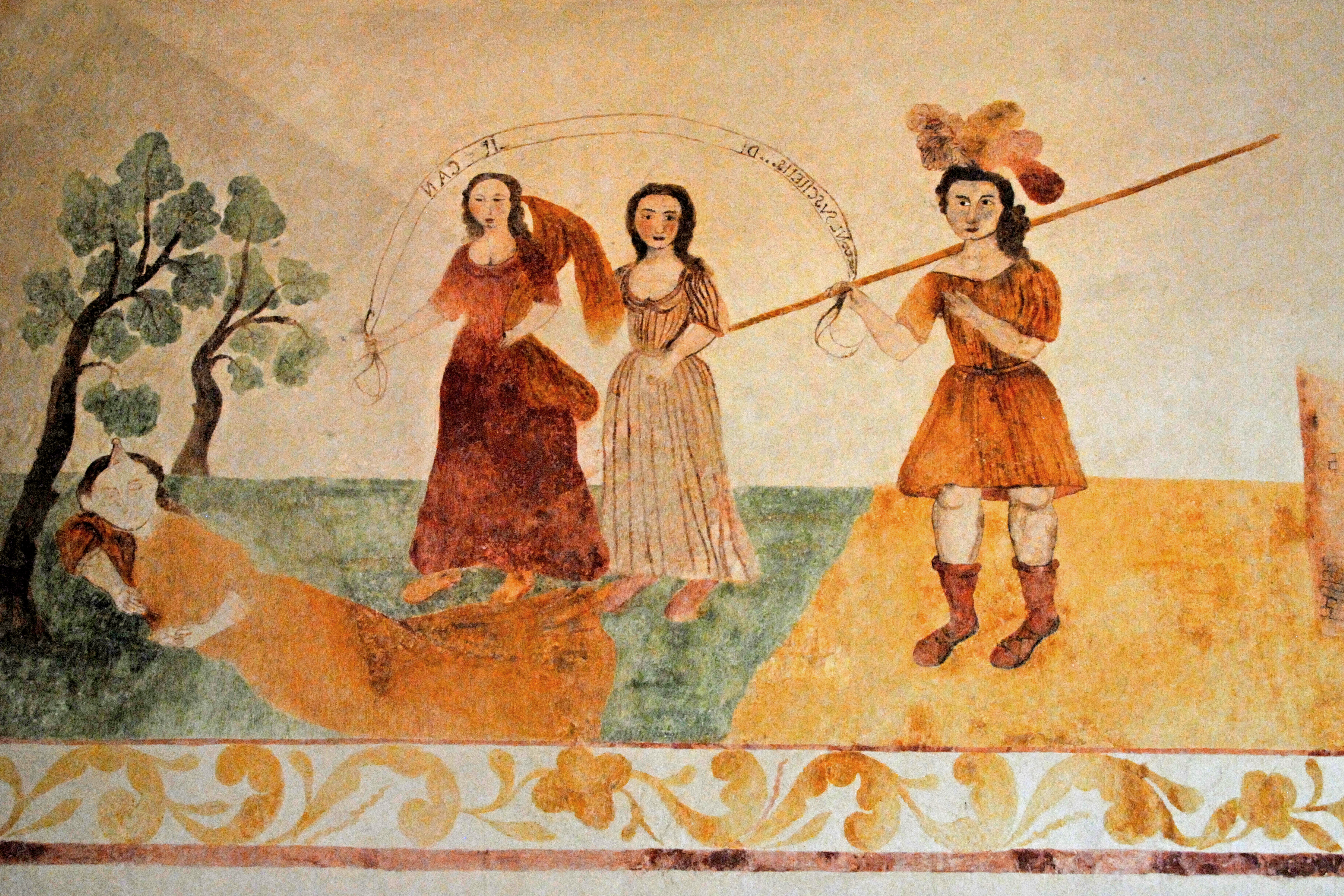
Fresques (XVIIe siècle).
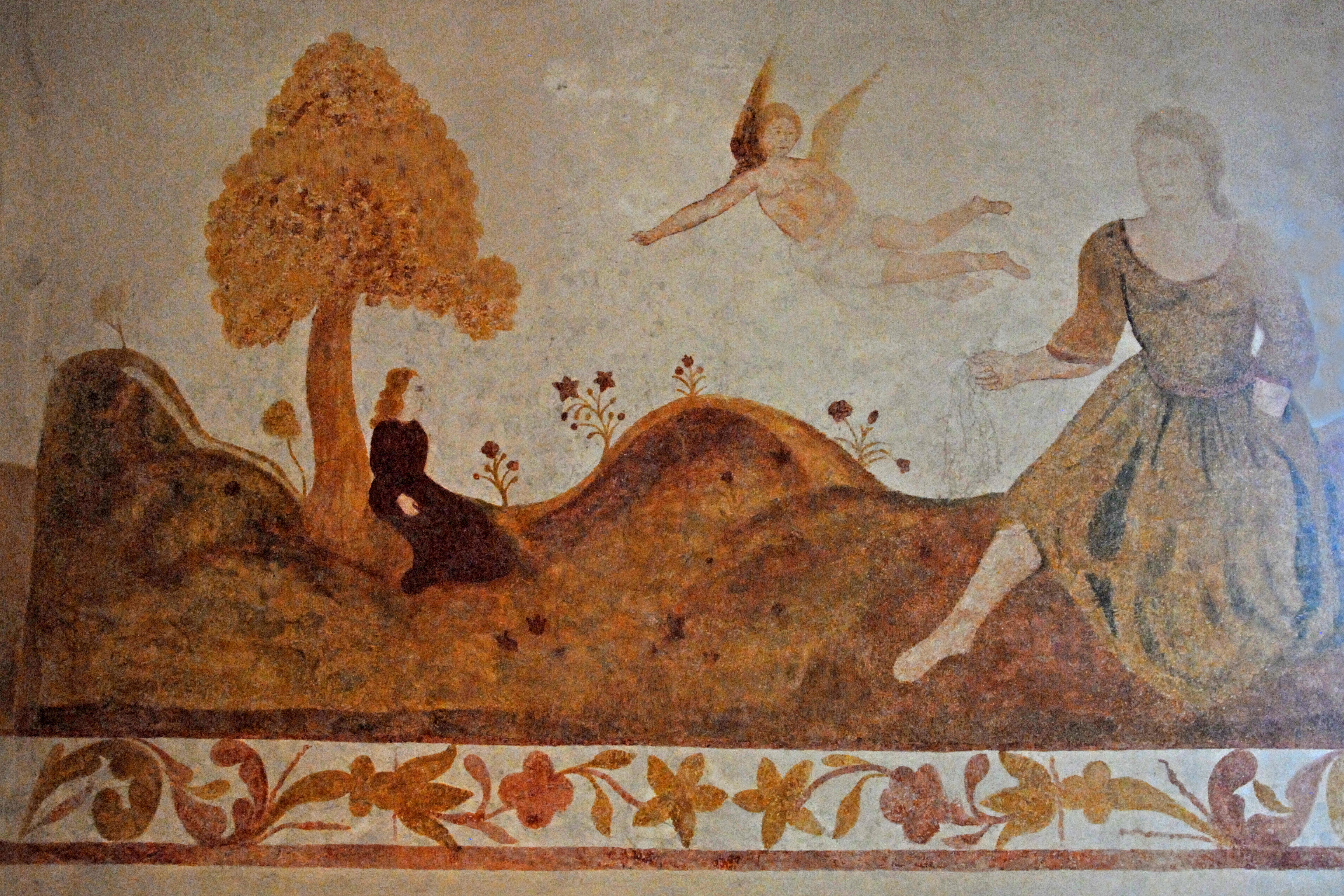
Fresques (XVIIe siècle).
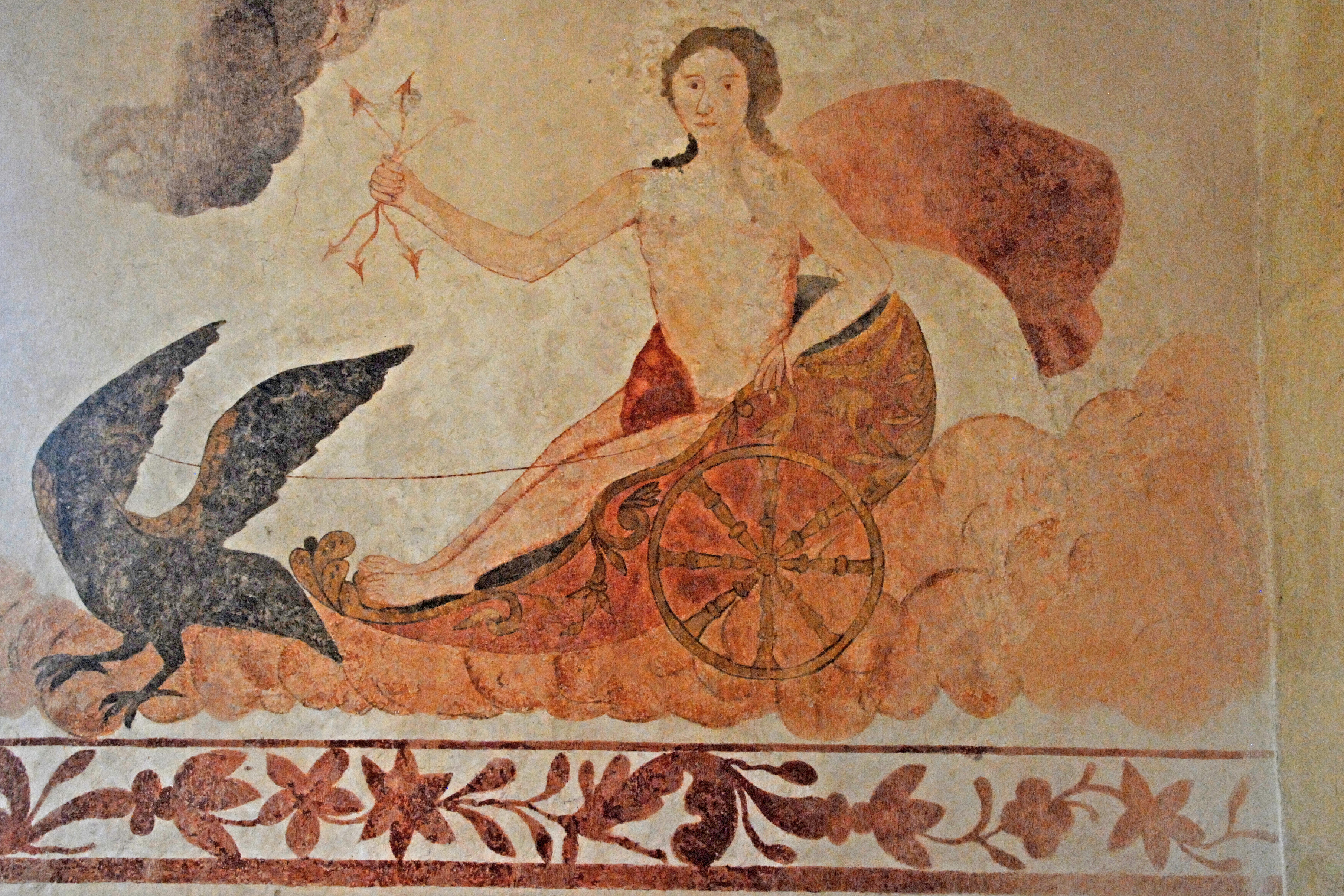
Jupiter sur un char.
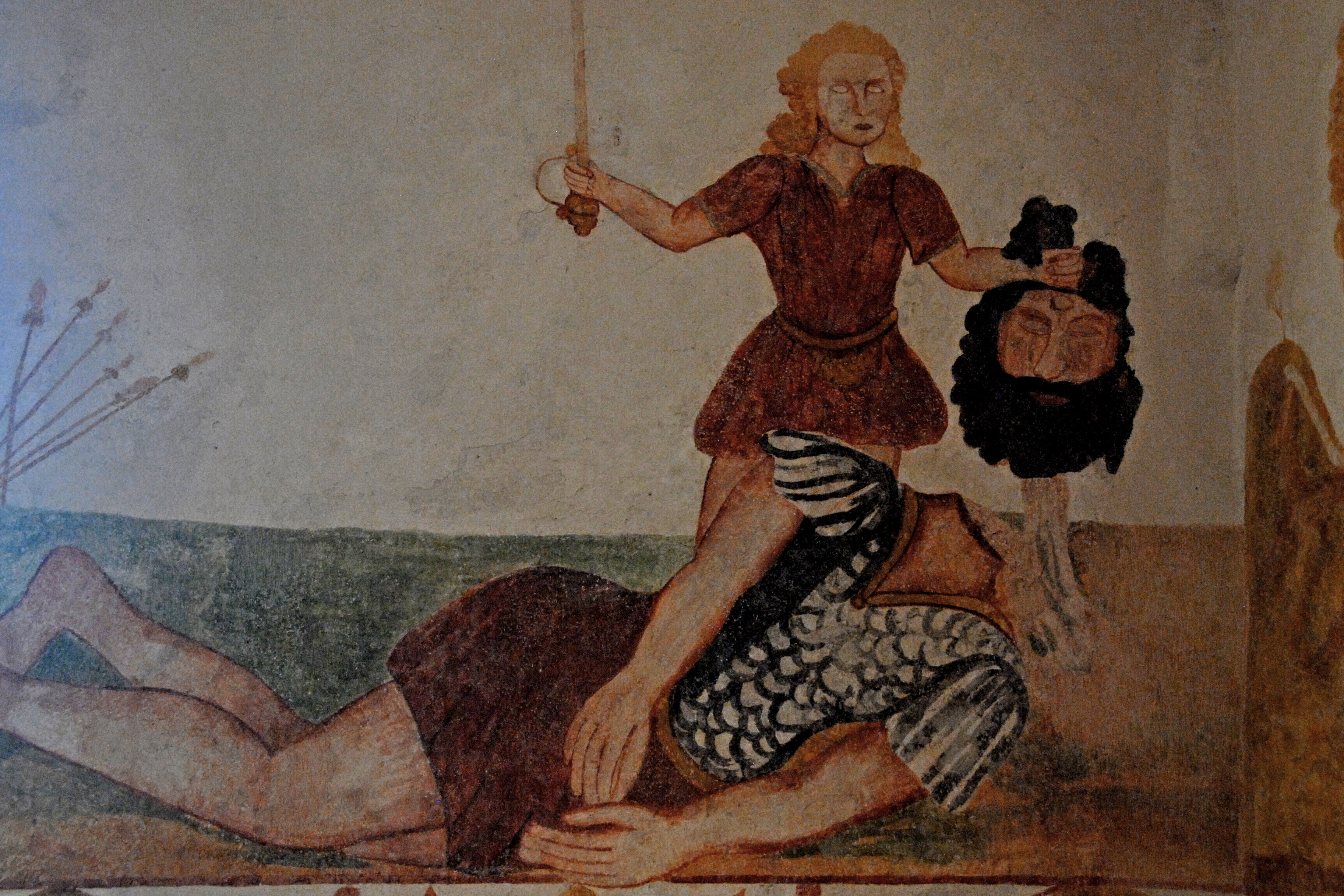
David tue Goliath.

## Centre d'art contemporain
Le prieuré abrite depuis sa restauration un centre d'art contemporain.
Ouvert depuis 2003, il a déjà abrité de nombreuses expositions et les travaux d'artistes internationaux. S'y sont succédé, entre autres, Frédéric Benrath, Dèlos, Jean Balitran, Fidel Bofill, Kim En Joong, Hassan Massoudy, Gérard Titus-Carmel, Jesús Montes, Wang Chen Yeng.
Sculptures, peintures et créations contemporaines y sont exposées lors d'expositions temporaires dans l'ancienne église ou dans les bâtiments conventuels. À demeure, les vitraux de l'absidiole principale sont de Richard Texier.
Sur l'esplanade de l'église, Equi-libre (2005), sculpture représentant un cheval cabré est l'œuvre d'André Bémant ; depuis 2010 s'y trouve aussi La source, une sculpture de Georges Charpentier.